# The Twelve Days of Christmas

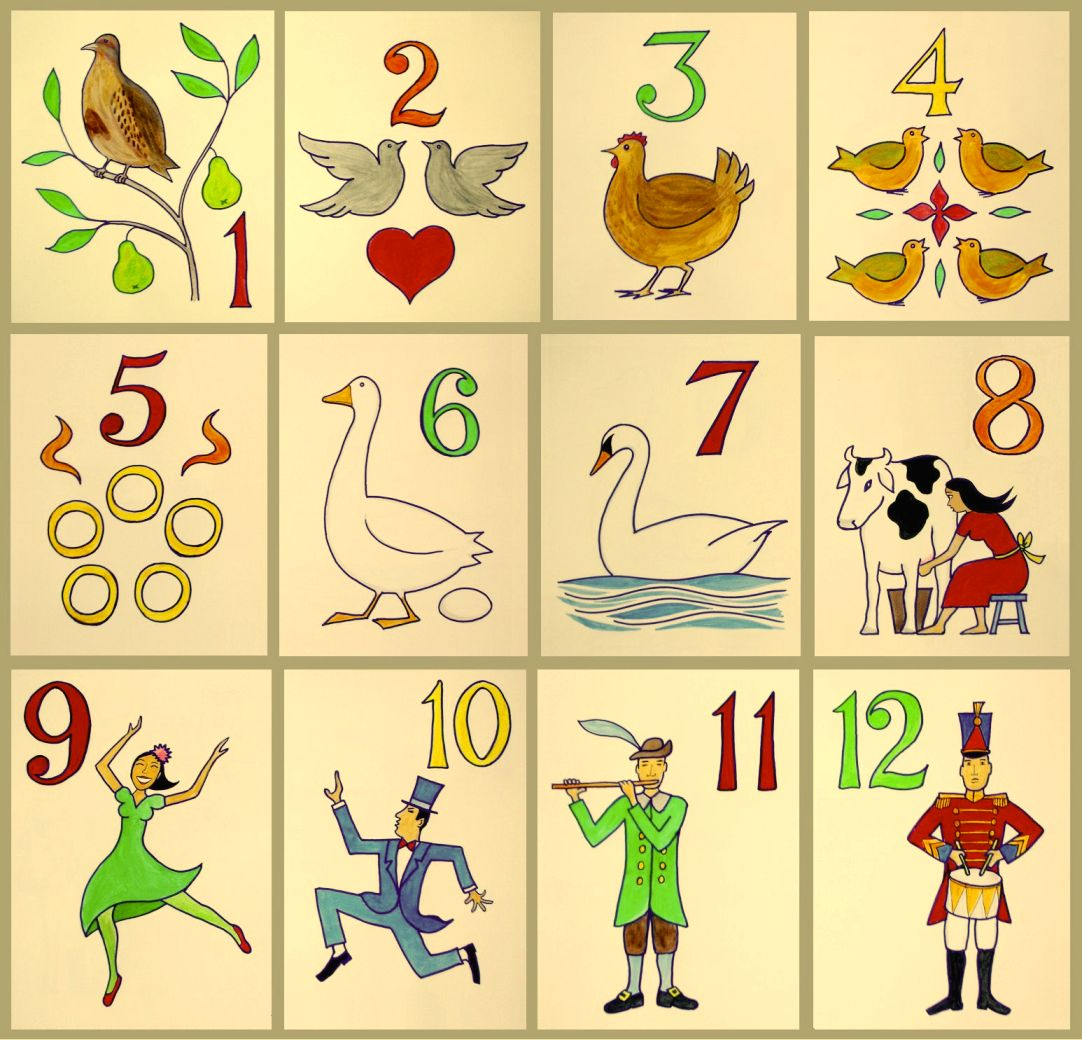
Il·lustració de la nadala.

The Twelve Days of Christmas (els dotze dies de Nadal) és una nadala en anglès molt antiga i molt popular als països anglòfons. És una cançó de recapitulació on s'enumeren dotze regals que una persona diu haver rebut del seu enamorat/enamorada durant els dotze dies consecutius del temps de Nadal.

## Origen
La melodia bàsica era ja coneguda a Escandinàvia al segle xvi. A principis del segle xx, Frederic Austin la va modificar a partir del vers dels cinc anells d'or i aquesta és la versió dels The Twelve Days of Christmas que s'ha popularitzat fins ara. Després de l'anunci d'un nou regal la llista dels precedents es va repetint en ordre invers cada vegada. Els regals són els següents en aquest ordre: 
- Una perdriu en una perera
- Dues tórtores
- Tres gallines franceses
- Quatre merles
- Cinc anells d'or
- Sis oques ponent
- Set cignes nadant
- Vuit xiquetes munyint
- Nou dames dançant
- Deu senyors saltant
- Onze flautistes tocant la flauta
- Dotze tamborers tocant el tambor